# Christian Chukwu
Christian Chukwu Okoro (4 gennaio 1951 – 12 aprile 2025) è stato un allenatore di calcio e calciatore nigeriano, di ruolo difensore.

## Carriera
Vinse la Coppa d'Africa con la Nazionale nigeriana nel 1980 da capitano e guidò la stessa selezione da CT all'omonima competizione nel 2004.

## Palmarès

### Giocatore

#### Competizioni nazionali
- Campionato nigeriano: 4

Enugu Rangers: 1974, 1975, 1977, 1981
- Coppa di Nigeria: 5

Enugu Rangers: 1974, 1975, 1976, 1981, 1983

#### Competizioni internazionali
- Coppa delle Coppe d'Africa: 1

Enugu Rangers: 1977

#### Nazionale
- Coppa d'Africa: 1

Nigeria 1980